# Slonim
Slonim (bjeloruski: Сло́нім, ruski: Сло́ним, poljski: Słonim) je grad u zapadnoj Bjelorusiji u Grodnenskoj oblasti.

## Zemljopis
Slonim se nalazi na spoju rijeka Ščare i Ise, 143 km jugoistočno od oblasnog središta Grodna.

## Stanovništvo
Godine 2015. u gradu je živjelo 49.739 stanovnika, te je treći po veličini grad u Grodnenskoj oblasti nakon Grodna i Lide.  Prema popisu stanovništva 1817. u Slonimu je živjelo 2.408 stanovnika od čega 1.340 Židova. 1931. grad ima 16.251 stanovnika, od čega njih 8.452 (52%) priča poljskim kao materinjim jezikom a 6.683 (41%) jidišem.

## Povijest
Najraniji zapis o drvenog utvrdi na lijevoj obali rijeke Ščare je iz 11. stoljeća, iako je možda i ranije postojalo naselje. Prevlast nad ovim područjem vodile su Velika Kneževina Litva i Kijevska Rus'. Mongoli su napali i opljačkali grad 1241. godine, a nakon što su se povukli grad ponovo postaje dijelom Velike Kneževine Litve. Godine 1569., Litva i Poljska su se ujedinile i Slonim je postao važan regionalni centar u okviru novoosnovane Poljsko-Litavske Unije. Nakon podjele Poljske grad je pripadao Rusiji sve do 1915. godine, kada ga zauzimaju njemačke vojne snage. Nakon Prvog svjetskog rata za Slonim se bore Sovjeti i Poljaci, grad naposljetku postao dio Poljske. Slomin je jedan od mnogih gradova u Poljskoj koji su imali značajanu židovsku populaciju. Ubrzo nakon napada Njemačke 70% slonimskih Židova ubijeno je u jednoj nacističkoj operaciji.

## Vanjske poveznice
- Službena stranica grada  Arhivirana inačica izvorne stranice od 30. siječnja 2013. (Wayback Machine)

### Ostali projekti
|  | Zajednički poslužitelj ima još gradiva o temi Slonim |